# PlayStation Portal
Playstation Portal, i marknadsföring skrivet PlayStation Portal eller Sony Playstation Portal Remote Player, är ett handhållet tillbehör till Playstation 5 utvecklat av Sony Interactive Entertainment. Tillbehöret visades första gången upp den 24 maj 2023 på Sony Playstation Youtube-kanal. Den 23 augusti 2023 presenterades mer information inklusive lanseringspris via ett blogginlägg som meddelade att lanseringen sker "senare under året", vilket skulle visa sig bli 15 november 2023 i USA, samt 1 december 2023 i Sverige. Lanseringspriset i USA blev 200 dollar (hos bland annat Walmart och Gamestop) exklusive moms medan priset i Sverige sattes till strax under 3 000 kronor inklusive moms (hos de större återförsäljarna).
Playstation Portal ansluter trådlöst till en Playstation 5 via Wi-Fi. De spel som kan spelas är spel installerade på en Playstation 5 med undantag för PS VR2-spel samt Playstation Plus Premiums molnströmning.

## Tekniska fakta
- Bildskärm: 8 tum, LCD, 1080p vid 60 Hz
- Ljudutgång: 3,5 mm
- Nätverk: Wi-Fi